# Bohlenstube
Die Bohlenstube war im Mittelalter oft der einzige beheizte Raum in einem Haus in Mitteleuropa. Zur Verbesserung der Wärmedämmung wurden bestehende Räume an Boden, Decke und allen Seiten mit genuteten Holzbohlen ausgekleidet; d. h. in einen bestehenden Raum wurde aus Holz ein weiterer Raum eingebaut, der konstruktiv von dem äußeren getrennt war. Um nicht zu viel Raumvolumen aufheizen zu müssen, wurden die Decken manchmal abgehängt. Abgeschlossene Luftkammern oder Lehmputz dienten als weitere Isolierschicht.
Die Bohlenstube wurde bisweilen  mit Schnitzereien oder Malereien geschmückt. Viele dieser Stuben wurden später verputzt, so dass sie heute nicht mehr als Bohlenstube erkennbar sind, sie werden aber bei Sanierungen mittelalterlicher Gebäude gelegentlich entdeckt. Beispiele erhaltener Bohlenstuben gibt es etwa im Heidenbau der Veste Heldburg (dem 2016 eröffneten Deutschen Burgenmuseum), auf Burg Schönfels, im Gasthof zur Goldenen Rose in Halle (Saale) oder im Haus Domstraße 12 in Nordhausen.

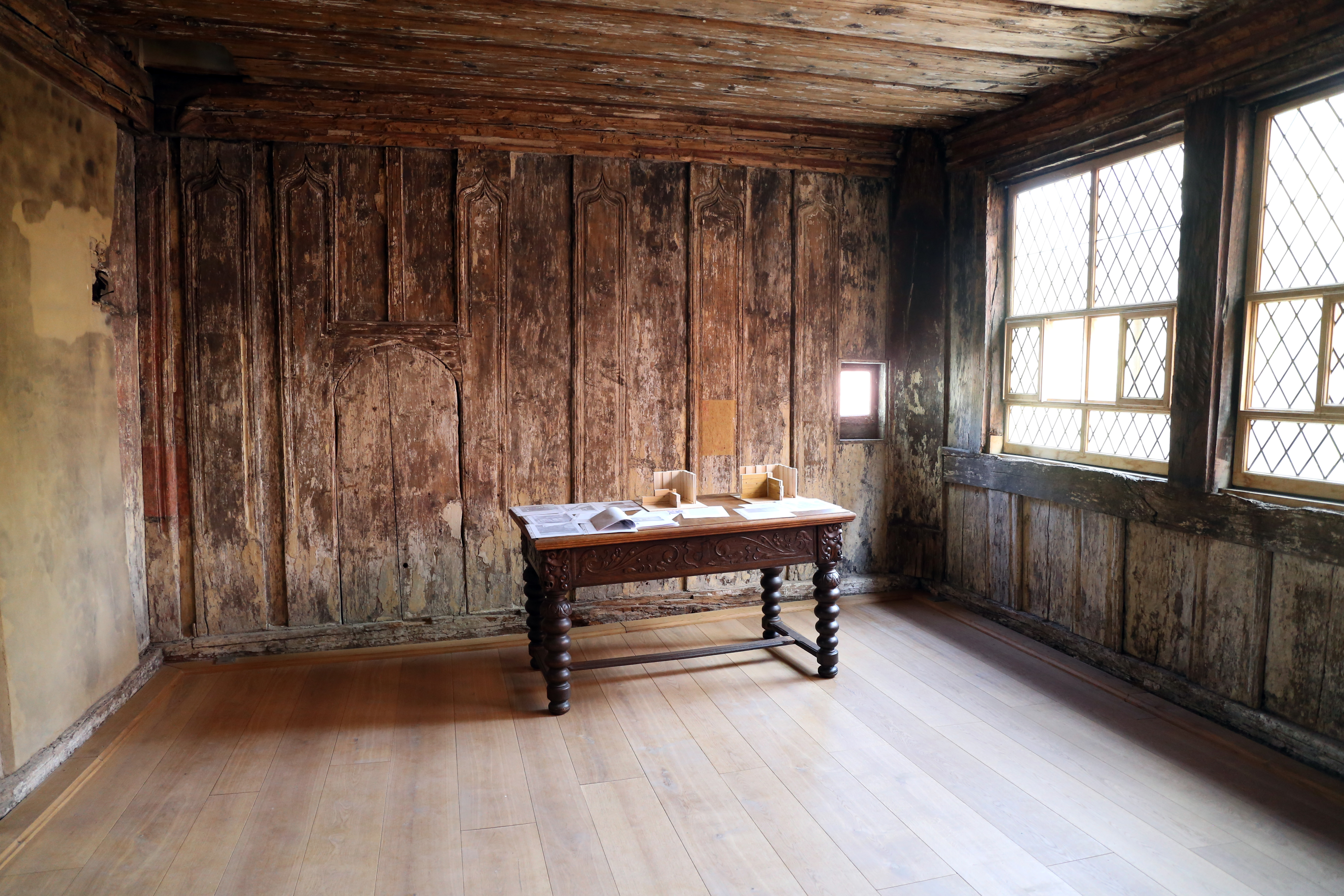
Bohlenstube im Haus Domstraße 12 in Nordhausen
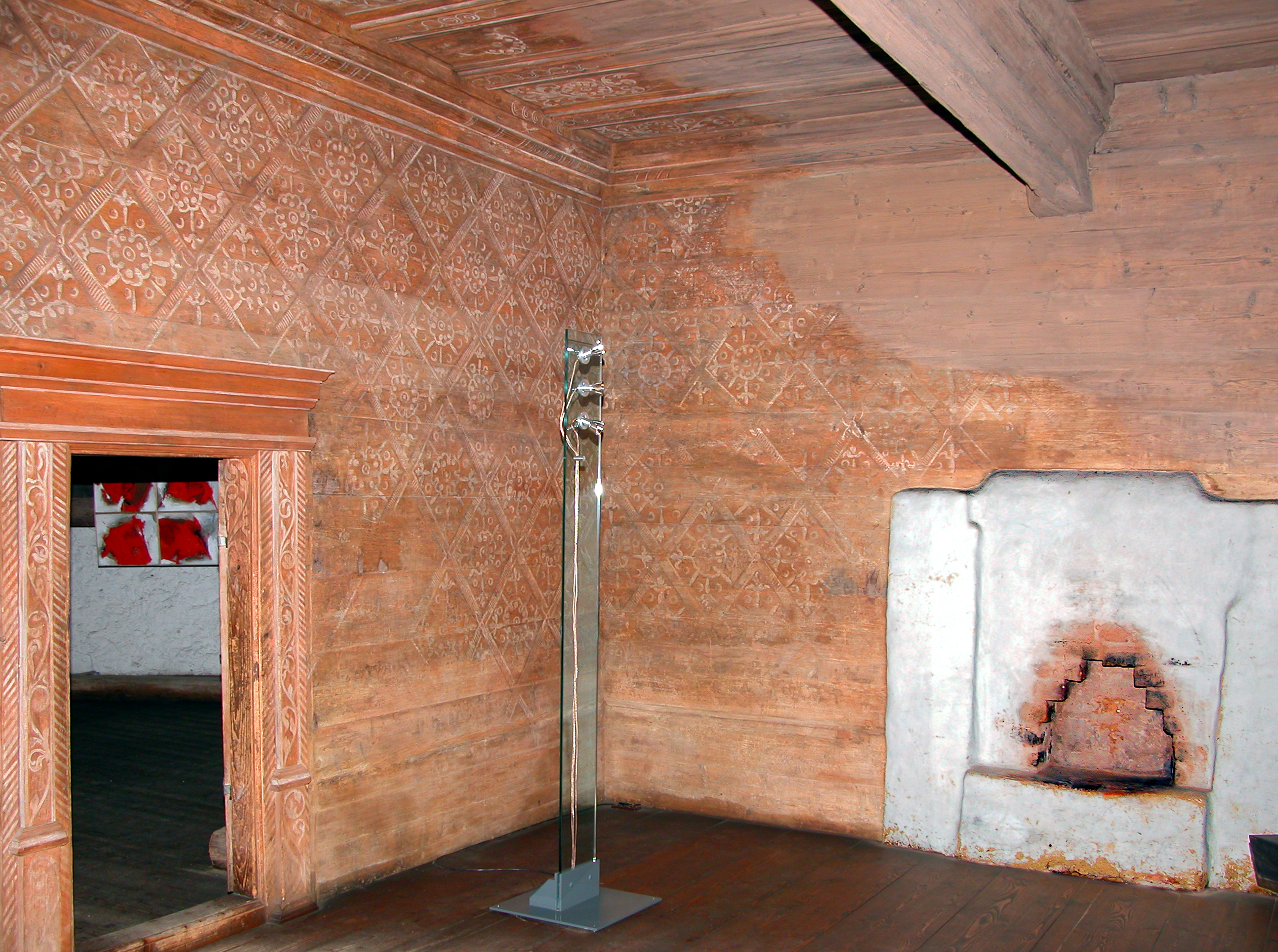
Spätgotische Bohlenstube auf Burg Schönfels
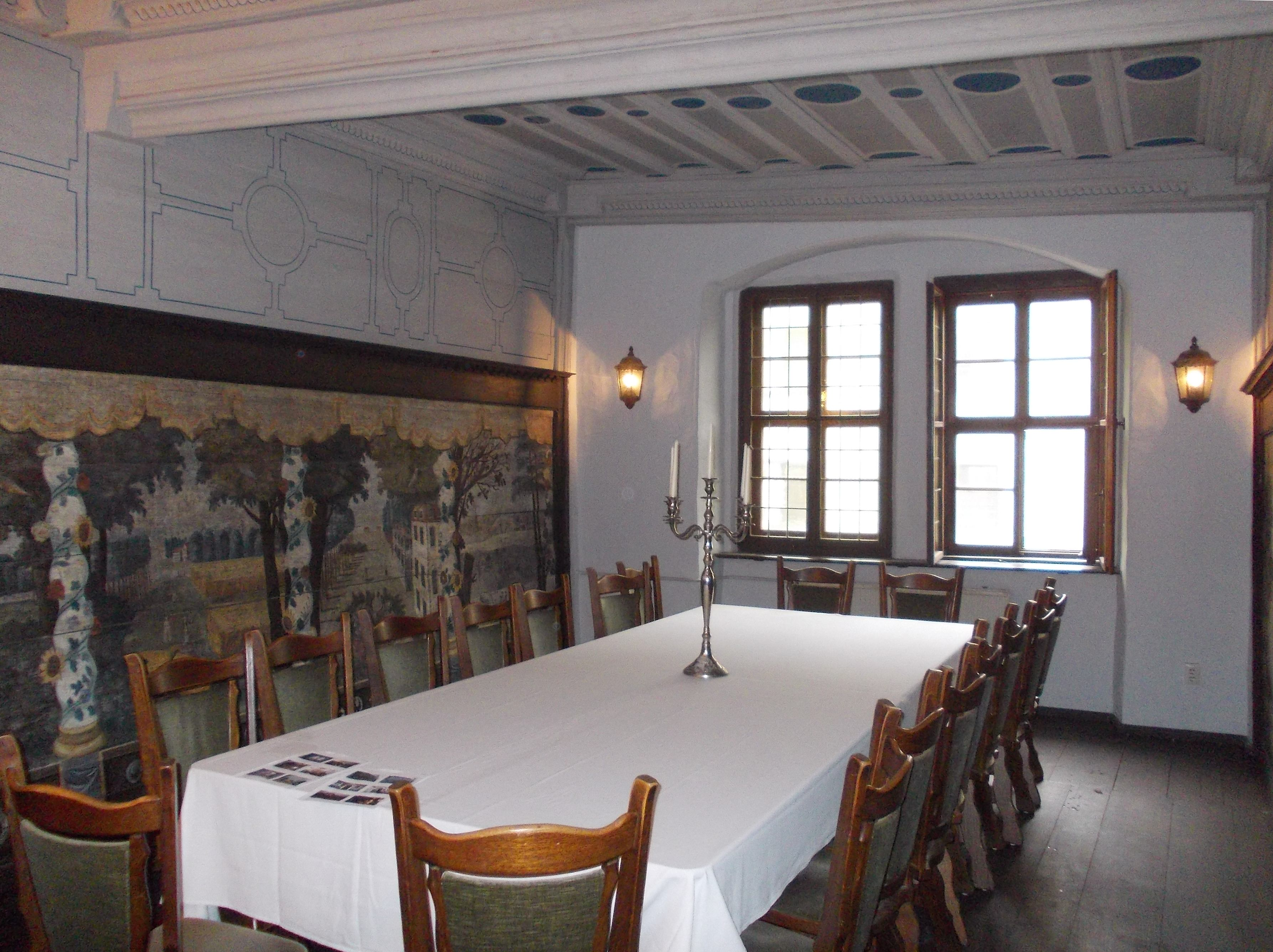
Bohlenstube der Spätrenaissance mit barocken Wandmalereien im Gasthof zur Goldenen Rose

Ein mittelalterlicher Steinbau, in dem ein Heizsystem existierte, etwa eine Bohlenstube mit offenem Kamin, mit Kachelofen oder über einer Schwarzküche, sehr selten mit einer Warmluftheizung, wird in den zeitgenössischen Quellen oft als caminata (lateinisch: mit Kamin versehen) bzw. in der bauhistorischen Forschung heute als Kemenate bezeichnet. Als Kleinkemenaten werden in mittelalterlichen Städten kleine steinerne Hinterhäuser bezeichnet, die zu größeren Häusern wohlhabender Bürgerfamilien (meist aus brandgefährdetem Fachwerk) gehörten, die im Obergeschoss eine Bohlenstube enthielten und im Untergeschoss mit einer Feuerstelle (oft gleichzeitig der Küche) ausgestattet waren. Zwei von etwa 150 historischen Beispielen haben sich in der Altstadt von Braunschweig erhalten, die Jakob-Kemenate (im Kern um 1250) und die Kemenate Hagenbrücke (ebenfalls 13. Jh.), bei denen sich allerdings die Bohlenstuben nicht erhalten haben.
Bohlenstuben in Bauernhäusern finden sich oft in den Umgebindehäusern der Lausitz und Schlesiens. Auch im Alpenraum sind sie verbreitet. 